# Ross Mintzer
Ross Philip Mintzer (Nueva York, Nueva York, EE. UU., 26 de mayo de 1987) – es un músico estadounidense y artista. Ha actuado en los Premios Grammy en Los Angelos y en Radio Nacional Pública en América. Mintzer nació y se crio en la ciudad de Nueva York.

## Biografía
Mintzer nació en la ciudad de Nueva York en 1987. Mintzer comenzó a tocar el saxofón a los ocho años de edad. Él es el sobrino de Bob Mintzer. Mintzer enseñó música en la Universidad Americana de Sharjah, en los Emiratos Árabes Unidos. Se graduó en la Escuela de Música de Manhattan. en 2009, especializándose en saxo tenor. En Marcha de 2012, Mintzer comenzó a salir de gira con Ross Mintzer Band. En 2013, compuso la canción "Victory". Mintzer también tocó en el Dubai International Center Finacial en 2013. Mintzer comenzó un coro en Pakistán para las niñas en 2011. Mintzer escribió las canciones "Victory", "Lost In America" y "Guayaquil". 

## Discografía

### Con Remington
- Songs For Our Friends (2007)[7]
- Thank You Mr. Remington (2008)[8]
- Warm Winter (2008)
- Human Music" (2009)

### Como líder
- "Guayaquil"(2005)
- "Two Step For A Rainy Day"(2005)
- "Victory"(2013)
- "Lost In America"(2013)
- "Freedom"(2013)
- "Open Happiness"(2013)